# Gampong Jalan
Gampong Jalan is een bestuurslaag in het regentschap Aceh Timur van de provincie Atjeh, Indonesië. Gampong Jalan telt 2196 inwoners (volkstelling 2010).